# Уборть (имение)

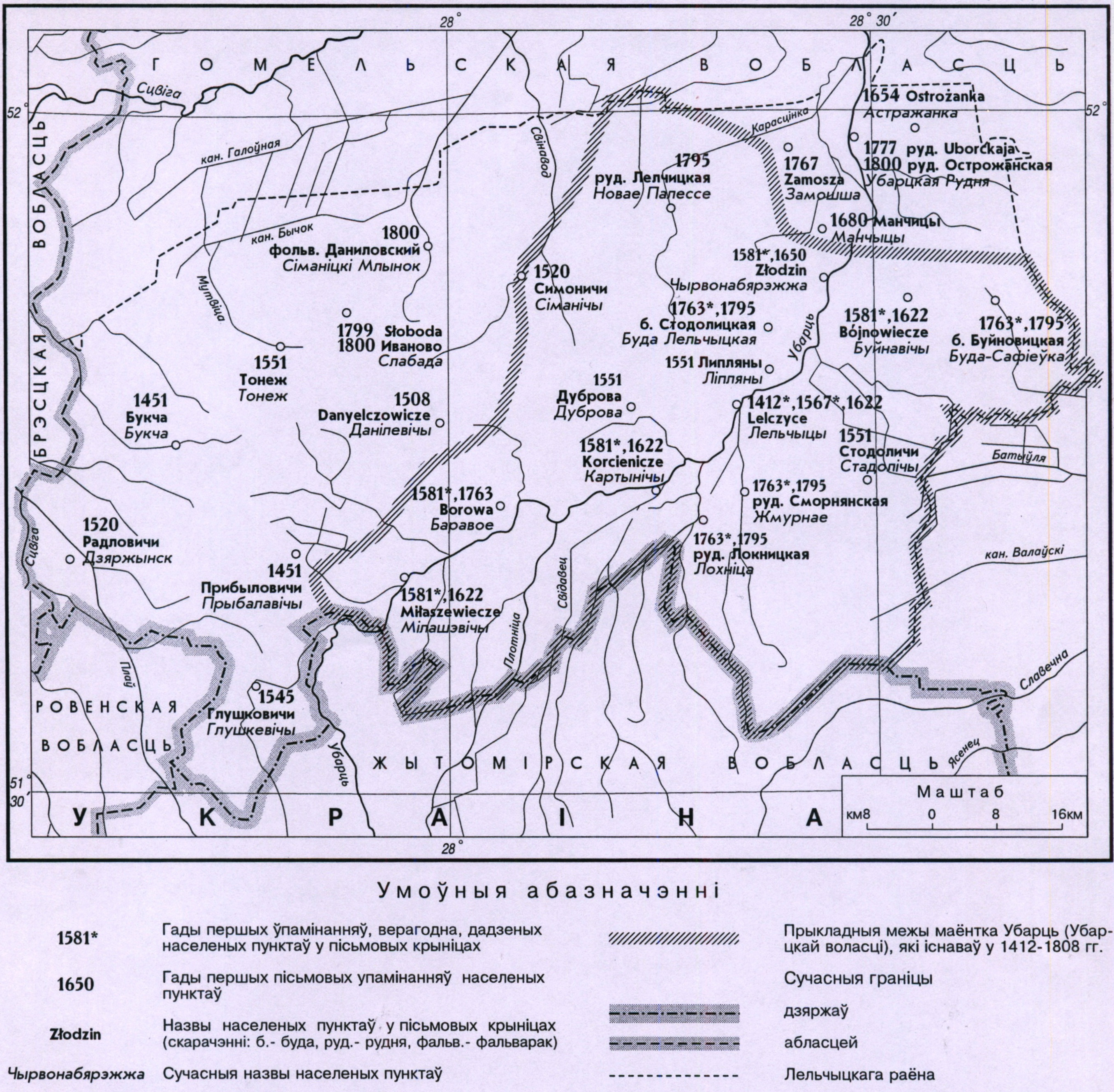
Населенные пункты Убортской волости и окрестностей, впервые упоминающиеся в письменных источниках до XIX в.

Уборть — исторические удел, имение, ключ, волость виленских бискупов (1412—1794), графа Я. Е. Сиверса (1794—1808) в Мозырском павете Киевского, позднее Менского воеводства ВКЛ, а затем Российской империи; размещался в поречье Уборти на части территории современного Лельчицкого района Гомельской области Беларуси.

## История
31 мая 1412 г. великий князь литовский Витовт передал целиком «удел Уборть, что находится на реке Уборть, со всеми селами и владениями, как бы они ни назывались, и размещенными теперь или в будущем в том самом повете, с полным правом владения, с чиншами, прибытками, борами, бортями, гаями, лесами, лугами, полями, выгонами, пашнями, охотами, ловами, реками, озёрами, ставами, прудами, рыбниками, рыболовными местами, язами, водами и водотоками, сборами (урожаями), использованиями и корыстями, какие есть теперь и какие могут быть в будущем с милости Божьего Провидения, что управляет всё до лучшего. Мы не оставляем в этом повете никакого права владения для нас и наших преемников, а отдаем все эти имения на вечные времена тому самому бискупу Николаю и его преемникам, бискупам Виленского костёла для держания, пользования и владения, а также вольного и беспечного оборота на свою пользу и пользу своих преемников, так как будет являться лучшим».
Этот привилей касался материального обеспечения католической епархии — Виленского бискупства, созданного, согласно условиям Кревской унии (1385 г.) для крещения литовцев-язычников. Обращает на себя внимание также тот факт, что Убортский удел находился далеко от Вильны и Троков, аж в земле Киевской — земле, вероятно, с большим православным, а возможно, еще и языческим населением.
27 марта 1793 г. был обнародован манифест о присоединении к Российской империи части территории Речи Посполитой, в том числе Убортской волости. В ново присоединенных землях произошло принесение присяги населения на российское подданство, на что был определен месячный срок. 13 апреля было предписано снять все присоединенные земли на карту, провести перепись населения, пересчитать сёла, поделить землю на округа и иное. Нужно заметить, что Мозырский округ думалось присоединить к смежной Киевской губернии, но в конце концов его присоединили к Минскому наместничеству (с 1796 г. — губернии), а Мозырь определили уездным городом.
28 июня 1794 г. по смерти виленского бискупа Игнатия Масальского его столовое имение Уборть переходит в казённое ведомство «до времени особого её императорского высочества обо всех таких имениях пожелания». Таким образом, закончилось 382-летнее владение виленскими бискупами имением Уборть. За это время с него кормилось 26 бискупов.
Вскоре это имение было подарено российской императрицей Екатериной II своему послу в Речи Посполитой Якову Сиверсу.
По смерти графа Я. Е. Сиверса в 1808 г. имение Уборть было разделено на 4 части, которые купили помещики Добринский (имение Буйновичи), Мезенцев (имение Лельчицы), Кушелев (имение Дуброва) и Флоров Булгак (имение Милошевичи). Возможно, эта произошло уже после смерти графа. В 1809 г., согласно указу Минского губернского правления, на прошение покупателей составляется план раздела всего Убортского имения.

## Населенные пункты
Реестр подымного с Уборти «в Киевском повете» за 1581 г. только очерчивает эту волость в количестве 10 сёл, которые целиком перечислены в инвентаре имения Уборть 1763 г. — Лельчицы (главное из них — с «двором»), Боровое, Буйновичи, Дуброва, Злодин (теперь Краснобережье), Картыничи, Липляны, Милошевичи, Симоничи, Стодоличи.
В атласе Минской губернии 1800 г. показаны деревни Рудня Буйновицкая (теперь Буда-Софиевка), Рудня Зморнянская (ранее рудня Старая, а теперь деревня Жмурное), Рудня Локницкая (ранее рудня Новая, а теперь деревня Лохница), Рудня Лельчицкая (позднее Коростин, а теперь Новое Полесье), Рудня Милошевицкая (теперь не существует), Рудня Стодолицкая (точно не установлено, возможно деревня Ольховая).